# Razzia van Amsterdam

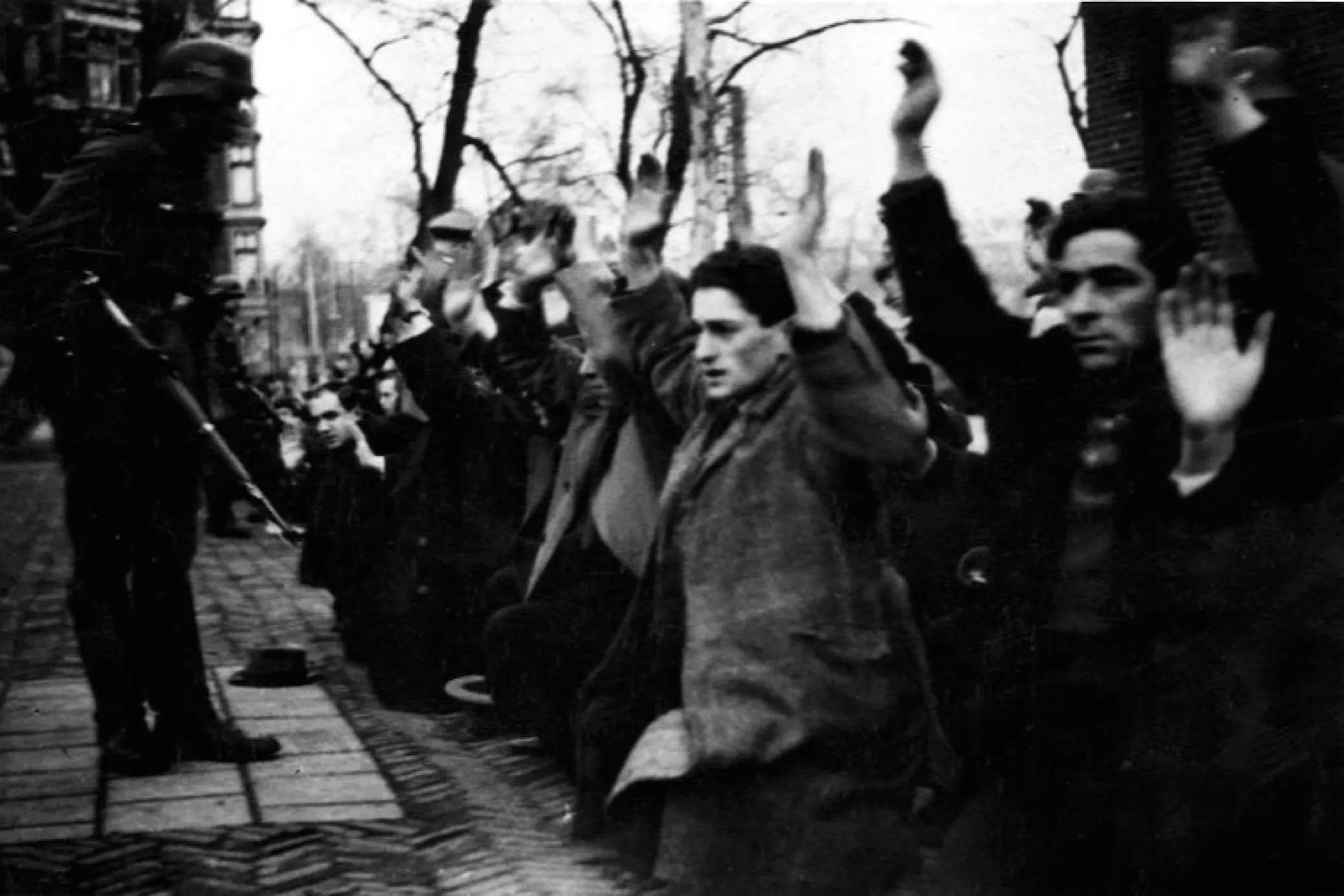
Joodse Amsterdammers worden onder schot gehouden op het Jonas Daniël Meijerplein in Amsterdam. De man met zijn handen omhoog net rechts van het midden van de foto is Meier Vieijra, een van de 427 Joodse mannen die op 22 en 23 februari 1941 werden opgepakt.

De razzia van Amsterdam op 22 en 23 februari 1941 was de eerste razzia in Nederland in de Tweede Wereldoorlog. Hierbij werden meer dan 400 Joodse mannen in Amsterdam opgepakt en gedeporteerd. De razzia's vormden de aanleiding tot de Februaristaking.

## Aanleiding

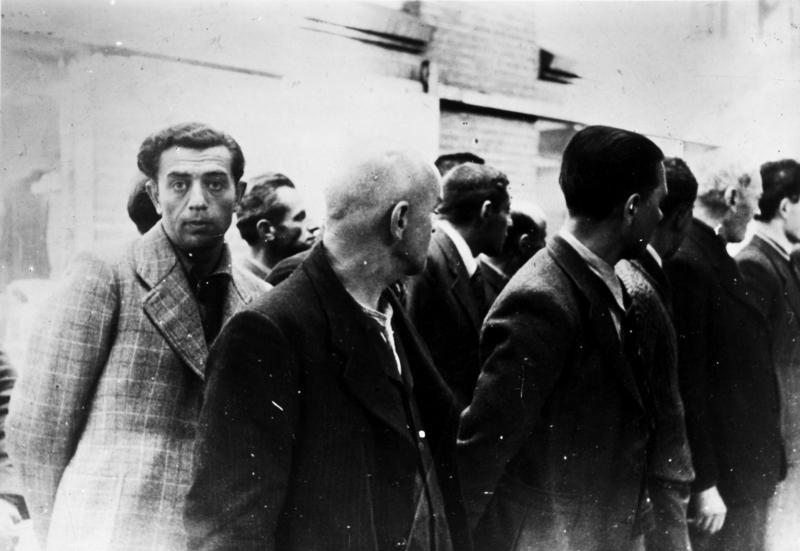
Geëmigreerde Duitse Joden worden in Amsterdam opgepakt, juni 1940.

Vanaf de winter 1940/'41 vielen leden van de nationaalsocialistische Weerbaarheidsafdeling (WA) van de NSB Joden lastig in de Amsterdamse Jodenbuurt. Ze vernederden de Joodse bewoners en stalen hun spullen. De bewoners van de Jodenbuurt – een overwegend arme buurt – verzetten zich tegen de NSB'ers en vormden knokploegen. Ze werden in hun verzet gesteund door andere – niet-Joodse – Amsterdammers, vooral bewoners van de Jordaan en de Oostelijke Eilanden.

### Opstootjes Rembrandtplein
De WA trachtte caféhouders die niet van zins waren de toen net uitgevaardigde bordjes met teksten als 'Voor Joden verboden' of 'Joden niet gewenscht' te bewegen deze borden wél op te hangen. Dit leidde tot diverse opstootjes in de omgeving van het Rembrandtplein.
Op 9 februari 1941 drongen NSB'ers, beschermd door Duitse militairen, op het naastgelegen Thorbeckeplein het café-cabaret Alcazar binnen, omdat daar nog Joodse artiesten optraden. Dit leidde tot een vechtpartij waarbij 23 mensen gewond raakten, terwijl de antisemieten Alcazar en andere uitgaansgelegenheden en Joodse winkels in de stad vernielden.

### De dood van Koot

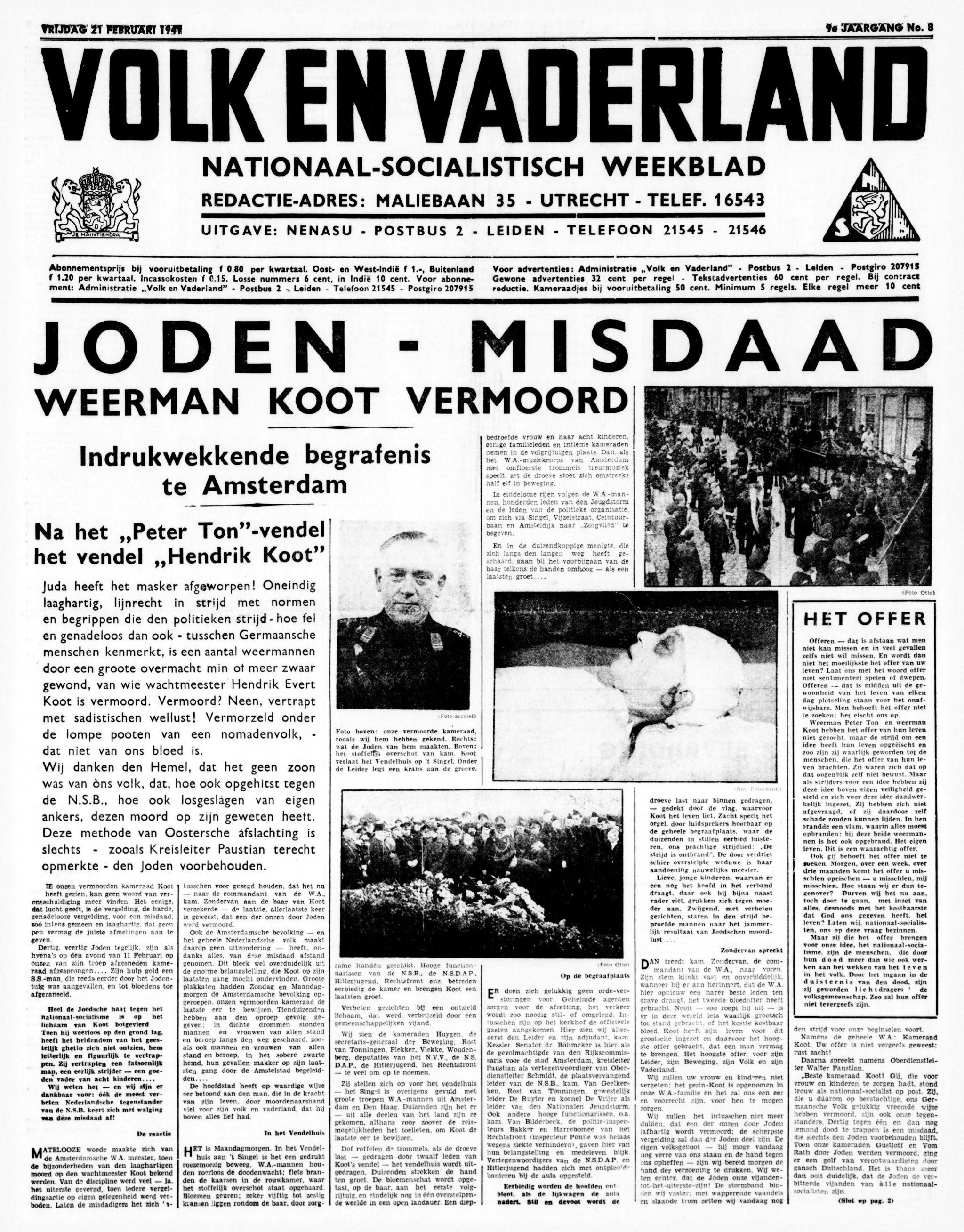
Voorpagina NSB-krant Volk en Vaderland op 21 februari 1941: 'Jodenmisdaad - Weerman Koot vermoord'

In de vroege avond van de 11e februari ging een groep marcherende en zingende WA’ers naar het Waterlooplein om Joden in elkaar te slaan. Een communistische knokploeg werd gewaarschuwd en schoot de Joden te hulp. Van schrootopslagplaatsen rond het Waterlooplein haalde de knokploeg spullen die als knuppel konden dienen en het kwam tot een treffen. Men sloeg op elkaar in met onder andere wapenstokken, ploertendoders en ijzeren staven. Ook werd de WA aangevallen met flessen bleekwater. Sommige getuigen verklaarden bovendien dat er werd geschoten.
Na afloop van het gevecht, dat slechts enkele minuten duurde, bleef WA-man Hendrik Koot op straat liggen. Hij bleek buiten bewustzijn te zijn geraakt. Toen de politie zijn lichaam aantrof, had Koot een zelfgemaakte ploertendoder (een gummislang, verzwaard met ijzer) in de hand, die met een riempje om zijn pols zat. Hij werd naar het Binnengasthuis vervoerd, waar zwaar hoofdletsel werd geconstateerd, naar alle waarschijnlijkheid veroorzaakt door een voorwerp als een ijzeren staaf, een knuppel of een bijl. Op 14 februari 1941 overleed hij, zonder bij kennis te zijn gekomen.

### Oprichting Joodse Raad
De gebeurtenissen van 9 en 11 februari vormden voor Hans Böhmcker (vertegenwoordiger van Reichskommissar Seyss-Inquart in Amsterdam) de aanleiding om op 12 februari om zes uur in de ochtend de Jodenbuurt volledig af te sluiten. Nog dezelfde dag ontbood Böhmcker een aantal Joodse notabelen en eiste de oprichting van een Joodse Raad die alle Amsterdamse Joden moest vertegenwoordigen. Het eerste wat de Joodse Raad moest doen, was ervoor zorgen dat alle Joden in Amsterdam hun wapens zouden inleveren. De Joodse Raad kwam binnen een paar dagen tot stand.
In de dagen tussen 12 en 19 februari werd de afsluiting van de Jodenbuurt deels opgeheven, maar de spanningen tussen NSB'ers en Joden bleven.

### Begrafenis Koot
De begrafenis van Koot vond plaats op 17 februari op Zorgvlied te Amsterdam. Een van de overlijdensadvertenties meldde dat hij 'ten doode mishandeld door Jodentuig en onmaatschappelijk gepeupel' was.
De begrafenis werd door de NSB met veel publicitair geweld aangegrepen om aandacht te vragen voor het haar aangedane onrecht. Zo beweerde de NSB in haar publicaties dat Koot op beestachtige wijze vermoord zou zijn: diens lichaam zou ontelbare wonden hebben vertoond; men zou een Jood gebogen hebben zien staan over de liggende Koot en deze Jood zou zich de met bloed besmeurde lippen hebben afgelikt; Koots neus en oren zouden afgebeten zijn, terwijl zijn dood zou zijn ingetreden door het doorbijten van het strottenhoofd. In werkelijkheid constateerden de politiemannen die Koot aantroffen slechts één verwonding.
Naar aanleiding van de dood van Koot schreef de aan de NSB gelieerde krant Volk en Vaderland op 21 februari 1941: 'Juda heeft het masker afgeworpen! Vermoord? Neen, vertrapt met sadistischen wellust! Vermorzeld onder de lompe poten van een nomadenvolk dat niet van ons bloed is.'

### IJssalon Koco

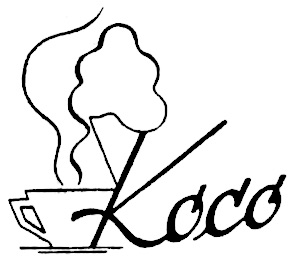
Beeldmerk van ijssalon Koco

De spanningen culmineerden op 19 februari in de zaak Koco, niet in de Jodenbuurt maar in het welvarender Amsterdam-Zuid waar ongeveer een kwart van de Amsterdamse Joden woonde. Koco was een ijssalon aan de Van Woustraat 149. De zaak werd gedreven door Alfred Kohn en Ernst Cahn, Duits-Joodse vluchtelingen, die ook een ijszaak aan de Rijnstraat 71-73 bestierden. Deze laatstgenoemde ijszaak was om die reden op 24 mei 1939 al doelwit geweest van een overval door de NSB.
Enkele vaste klanten hadden begin februari besloten een knokploeg te vormen om zich te verdedigen tegen de nazi's. Op 19 februari wilde een patrouille van de Grüne Polizei de ijssalon aan de Van Woustraat binnendringen. De zaak werd beschermd door een knokploeg van Joodse en niet-Joodse buurtbewoners en er ontstond een hevige vechtpartij. De Duitsers werden bovendien met ammoniakgas (nodig voor de koeling van ijs) bespoten, waarbij het achteraf onduidelijk is of dit voorzien was of per ongeluk. Zes mensen, onder wie een van de eigenaren, werden gearresteerd en mishandeld op het bureau aan de Herengracht.
Hanns Albin Rauter, Generalkommissar für das Sicherheitswesen in Nederland, rapporteerde de zaak Koco op 20 februari 1941 aan Heinrich Himmler. Rauter gaf daarbij aan dat de eigenaren van Koco een moedwillige aanslag hadden gepleegd op de manschappen van de Sicherheitspolizei. 

## Razzia
De Duitse bezetter vond in de onrust die rondom de rellen en Koots dood ontstond, voldoende aanleiding om op 22 en 23 februari 1941 grote razzia's te houden onder de Joodse bevolking in de Jodenbuurt. De razzia's vonden plaats onder leiding van Obersturmbannführer Friedrich Knolle. Op bevel van Himmler, Seyss-Inquart en Rauter werden 427 Joodse mannen tussen de 20 en 35 jaar gearresteerd en  samengebracht op het Jonas Daniël Meijerplein.
Op 23 februari was het zondagsmarkt op het Waterlooplein in de Jodenbuurt, waardoor veel niet-Joodse Amsterdammers getuige waren van de razzia. De Nederlandse politie was niet op de hoogte gesteld van de razzia. Politieagenten waren ontsteld. Talloze Amsterdammers waren geschokt door de voor Nederlandse begrippen ongekende ingreep en het optreden van de Duitsers. Het gaf voeding om zich massaal aan te sluiten bij de daaropvolgende Februaristaking.

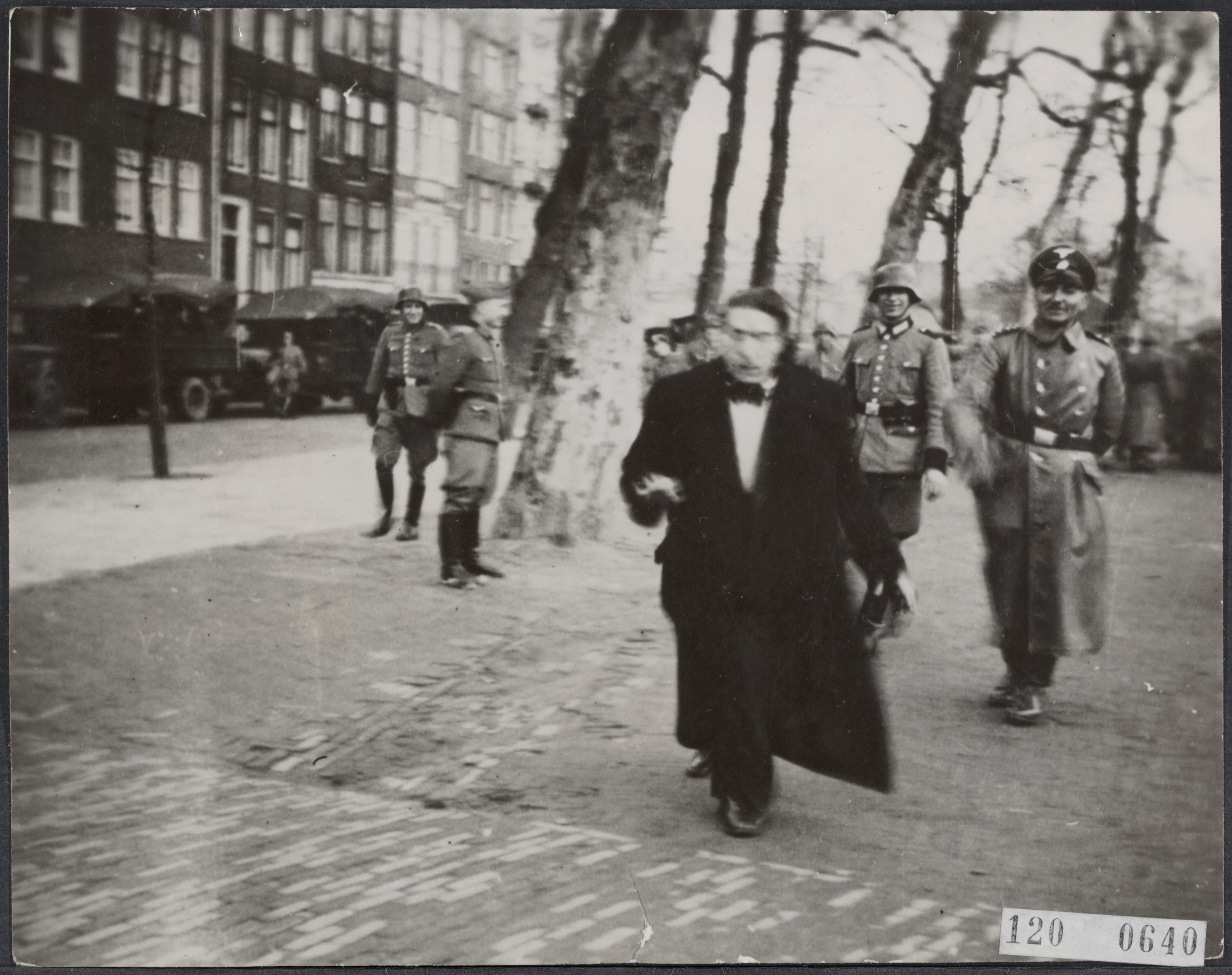
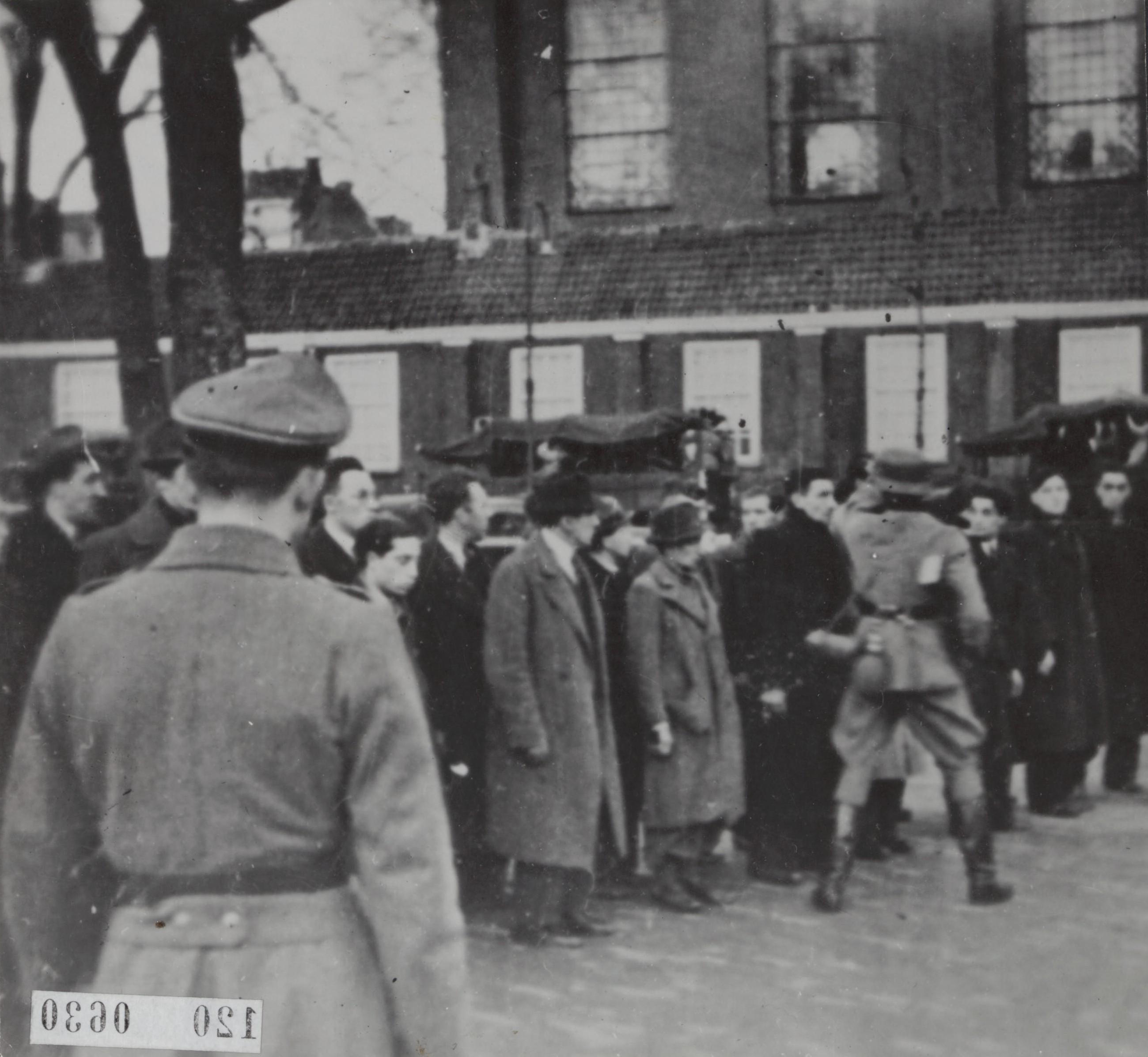
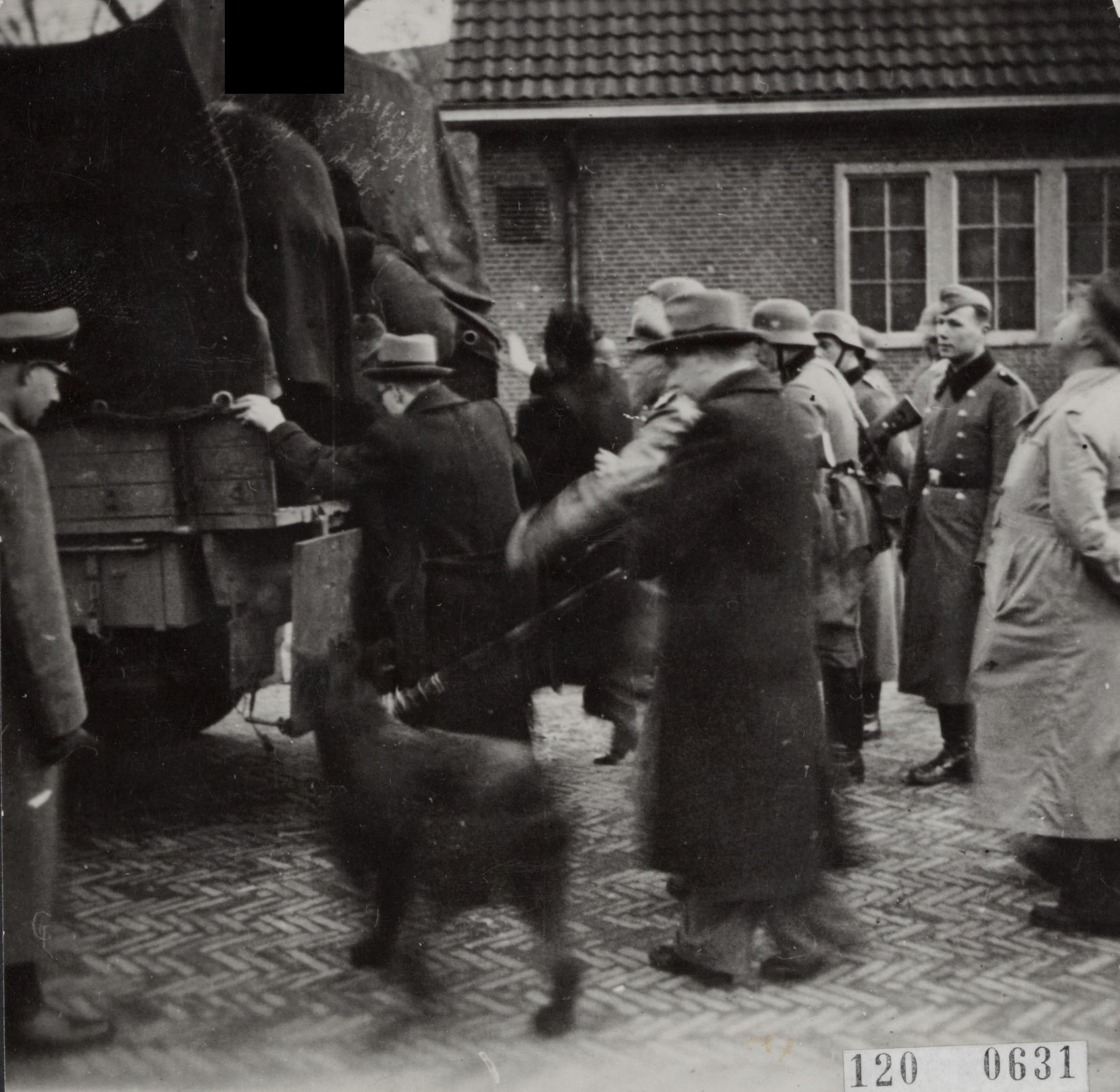
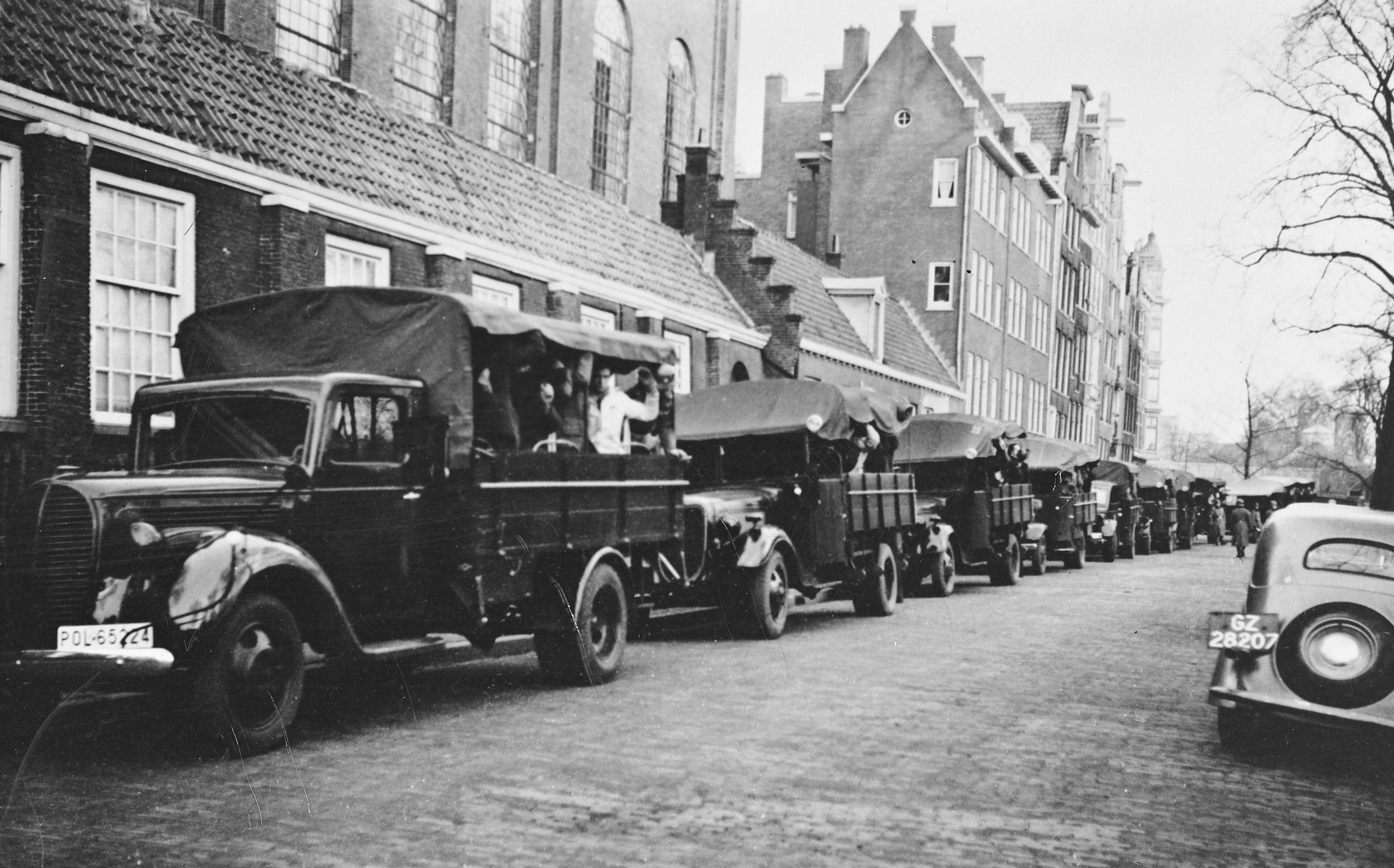

## Gedeporteerden
Ernst Cahn werd op 3 maart 1941 door een vuurpeloton doodgeschoten op de Waalsdorpervlakte. Cahn was daarmee de eerste burger die in de Tweede Wereldoorlog in Nederland voor een vuurpeloton stierf. Alfred Kohn werd veroordeeld tot 10 jaar gevangenisstraf en kwam uiteindelijk om in Auschwitz. De ijssalon werd geconfisqueerd en 'geariseerd' voortgezet.
De opgepakte Joden werden naar Kamp Schoorl bij Alkmaar gebracht en van daaruit naar het concentratiekamp Mauthausen gedeporteerd. De omstandigheden in het werkkamp Mauthausen waren erbarmelijk en na enige tijd werden er overlijdensberichten naar Amsterdam verstuurd. Vermoedelijk is een deel vergast in Euthanasiecentrum Hartheim. Van de 427 arrestanten overleefden alleen Gerrit Blom en Max Nebig de oorlog. Zij waren doorgestuurd naar concentratiekamp Buchenwald.

## Vervolgrazzia's
Op 11 juni vond er in Amsterdam dat jaar een tweede razzia plaats, in Joodse cafés en sportclubs. Dit was een represaille voor aanslagen op gebouwen die in gebruik waren bij de Wehrmacht. Hierbij werden 310 mannen opgepakt en via Kamp Schoorl op 26 juni gedeporteerd naar Mauthausen.. Er volgden nog verscheidene razzia's waarbij Joden werden opgepakt, waaronder de grote razzia van juni 1943. De laatste was de razzia van 29 september 1943 waarna Amsterdam Judenfrei werd verklaard.

## Na de oorlog

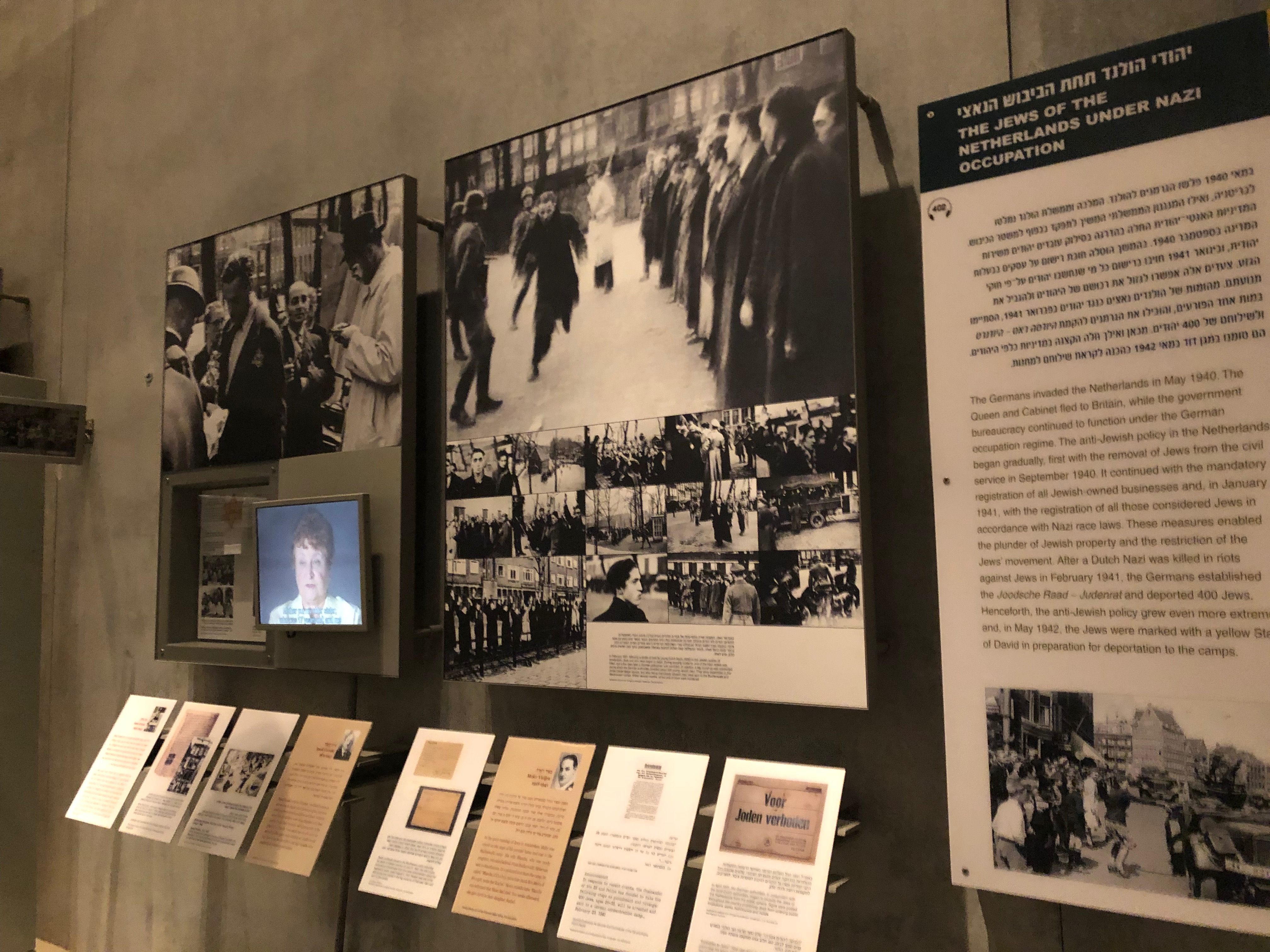
Tentoonstellingswand in Yad Vashem over de razzia

Van de razzia zijn door de Duitse bezetter foto's gemaakt voor interne verslagen. Deze werden ontwikkeld bij een fotolaboratorium op de Ceintuurbaan in Amsterdam. In het laboratorium werden in het geheim kopieën van de foto's gemaakt en deze werden na de oorlog gepubliceerd. Over de foto's werd in 2016 de documentaire De stakende stad gemaakt.
Mogelijk zijn er van de razzia zelf filmopnames gemaakt. Historicus Ben Sijes werd daar na de oorlog over getipt door Willy Lages. Ook Jacques Presser maakt in zijn boek Ondergang melding van het mogelijk bestaan van filmbeelden.
De gebeurtenissen rond de ijssalon zijn de basis geweest voor de in 1985 onder regie van Dimitri Frenkel Frank uitgebrachte film De ijssalon. Aan de razzia is een tentoonstellingswand gewijd in het museum van Yad Vashem in Jeruzalem.